# Muzeum Romantyzmu w Madrycie
Muzeum Romantyzmu (hiszp. Museo del Romaticismo) – muzeum sztuki mieszczące się w Madrycie.
Siedzibą muzeum jest Pałac markiza de Matallana w Madrycie. Zbiory obejmują eksponaty historyczne i artystyczne związane z życiem codziennym i zwyczajami XIX wieku, ze szczególnym uwzględnieniem estetycznego nurtu romantyzmu.